# Polymixis pallidior
Polymixis pallidior là một loài bướm đêm trong họ Noctuidae.